# Нортглен
Нортглен (на английски: Northglenn) е град в окръг Адамс, щата Колорадо, САЩ. Нортглен е с население от 31 575 жители (2000) и обща площ от 19,4 km². Намира се на 1639 m надморска височина. ЗИП кодът му е 80233, 80234, 80241, 80260, а телефонният му код е 303, 720.